# 山河大学
山河大学（英语：Shanhe University）是一所虚构大学，源自2023年6月末在中国大陆互联网上的一则網路迷因。

## 背景
2023年中华人民共和国高考报名人数1291万人，其中“山河四省”（山东省、山西省、河南省、河北省）考生约343万人，却仅有两所本地985院校——山东大学与中国海洋大学，且二者皆地处山东。即便在山河四省中算是教育资源比较丰富的山东，也就只有3所211（其中2所为985）。“双一流”高校在山河四省数量也相对较少，考生数量偏多与优质高等教育资源匮乏形成了强烈的反差。

## 构想
2023年6月27日，一则网络留言称，如果“山河四省”（山东省、山西省、河南省、河北省）的343万考生每人出人民币1000元，总共是三百多亿（原文如此），那么就可以打造一所位于四省交界处的综合性大学。此构想迅速引起了广泛关注，网民自发设计了校徽、校训、校园地图、网站等内容，还有大学生通过网络开展大学课程的教学活动。
在网络空间的多个“山河大学”交流群里，王明新（化名）是其中一个交流群中的“校长”，运营着多达2000人的QQ群，还运营有4.5万粉丝的视频号。北青报记者联系到王明新时，他正在设计“山河大学”的总体架构，“现在学校的部门太多了，有十几个学院，还有招生部、宣传处，我需要捋一捋。”
“山河大学”已被申请注册为商标，申请人包括上海某科技公司、漯河某文具公司，国际分类涉及广告销售、办公用品，当前商标状态均为申请中。

## 审查
涉及“山河大学”的知乎话题遭到封锁，网友建立的群组也被强制解散。7月2日，微博话题#山河大学#已被封禁，相关讨论亦遭限制。7月6日，中华人民共和国教育部副部长吴岩在国新办新闻发布会中回应，已注意到该问题，将不断优化高等教育资源布局结构。

## 命名物种
- 山河蛇蜗牛 Pseudiberus shanheicus [15][來源可靠？]
  - 山河蛇蜗牛以山河大学命名，旨在倡导中国的教育公平，特别是针对来自山东、山西、河南和河北省的学生，这些省份的学生进入顶尖大学的录取率仅为北京学生的七分之一至三分之一。发现者用该命名呼吁政府打破高考地域保护的围墙，履行教育公平的承诺。[來源請求]

## 外界评论
由于“山河四省”所拥有的教育资源较为匮乏，高考分数线较高。有人认为这是对教育体制和高校办学的嘲讽，也有人认为是高考压力下情绪的放松方式。
独立学者吴祚来表示，中国各省市教育资源分配不均固然有历史因素，但主要是制度所造成。当局的态度只会加深同学的不满和愤怒，严重的话可能会引发学潮。
《燕赵晚报》发表评论称，各方都需要砥砺奋进，努力促进教育资源均衡发展，让更多人享受优质教育，为社会培养更多优质人才。
浙江日报旗下潮新闻评论，认为山河大学反映了人们的期待，并希望这不仅仅只是期待。
人民网发表评论称，推动山河四省诞生更多的特色鲜明的高水平高校，形成群峰耸立的局面，远胜过一所综合性的“山河大学”。
光明网评论称，“山河大学”反映人们反思教育资源的分配。而公平和均衡的教育资源分配应该在全国实现，譬如中西部地区。